# New Zealand First
Prima la Nuova Zelanda (in inglese New Zealand First; in māori Aotearoa Tuatahi) è un partito politico neozelandese di orientamento nazional-conservatore fondato nel 1993.
È contrario ai matrimoni tra persone dello stesso sesso.

## Risultati elettorali
| Elezione      | Voti    | %    | Seggi    | Posizione         |
| ------------- | ------- | ---- | -------- | ----------------- |
| Generali 2002 | 210.912 | 10,4 | 13 / 122 | Opposizione       |
| Generali 2005 | 130.115 | 5,72 | 7 / 122  | Maggioranza       |
| Generali 2008 | 95.356  | 4,1  | 0 / 122  | Extraparlamentari |
| Generali 2011 | 147.544 | 6,6  | 8 / 122  | Opposizione       |
| Generali 2014 | 208.300 | 8,66 | 11 / 121 | Opposizione       |
| Generali 2017 | 162.988 | 7,20 | 9 / 121  | Maggioranza       |
| Generali 2020 | 63.534  | 2,67 | 0 / 121  | Extraparlamentare |
| Generali 2023 | 250.152 | 8,88 | 8 / 121  | Maggioranza       |